# Regeringen Pehrsson-Bramstorp
Regeringen Pehrsson-Bramstorp (även kallad semesterregeringen eller sommarregeringen) var en svensk regering med enbart statsråd från Bondeförbundet med (opolitiska) fackmannainslag. Regeringen tillträdde den 19 juni 1936 med Axel Pehrsson i Bramstorp som statsminister och avgick den 28 september samma år, efter andrakammarvalet.
Regeringen hade 1930 tillsatt en parlamentarisk utredning om hur det framtida svenska försvaret skulle se ut. De borgerliga partierna önskade ett starkare försvar medan socialdemokraterna var splittrade. Utredningen var klar 1935 och den gick på Folkpartiets och Bondeförbundets linje. Regeringen Hansson lade då fram en proposition där försvaret fick mindre medel än vad utredningen föreslagit. Propositionen avvisades av försvarsutskottet. Statsminister Per Albin Hansson föreslog då att regeringen skulle stödja ett förslag som gick på utredningens linje om den finge igenom sitt förslag om dyrortsgruppering av folkpensionen.
Den 13 juni 1936 sade Sveriges riksdag nej till förslaget om dyrortsgruppering och den 15 juni lämnade regeringen in sin avskedsansökan. Uppdraget att bilda ny regering gick då till Bondeförbundets partiledare Axel Pehrsson, vars regering tillträdde den 19 juni. Eftersom riksdagen inte var samlad och regeringen avgick efter höstens val fick semesterregeringen knappast något politiskt inflytande.
Den 23 september 1936 lämnade regeringen in sin avskedsansökan och efterträddes den 28 september av regeringen Hansson II, som var en koalitionsregering mellan socialdemokraterna och Bondeförbundet.

## Statsråd
* Statsminister eller departementschef
| Statsminister          |  | Axel Pehrsson       | 19 juni 1936 | 28 september 1936 | Bondeförbundet |
| Utrikesminister        |  | Karl Gustaf Westman | 19 juni 1936 | 28 september 1936 | Bondeförbundet |
| Justitieminister       |  | Thorwald Bergquist  | 19 juni 1936 | 28 september 1936 | Partilös       |
| Försvarsminister       |  | Janne Nilsson       | 19 juni 1936 | 28 september 1936 | Bondeförbundet |
| Socialminister         |  | Gerhard Strindlund  | 19 juni 1936 | 28 september 1936 | Bondeförbundet |
| Kommunikationsminister |  | Arthur Heiding      | 19 juni 1936 | 28 september 1936 | Bondeförbundet |
| Finansminister         |  | Vilmar Ljungdahl    | 19 juni 1936 | 28 september 1936 | Bondeförbundet |
| Ecklesiastikminister   |  | Tor Andræ           | 19 juni 1936 | 28 september 1936 | Partilös       |
| Jordbruksminister      |  | Axel Pehrsson       | 19 juni 1936 | 28 september 1936 | Bondeförbundet |
| Handelsminister        |  | Elof Ericsson       | 19 juni 1936 | 28 september 1936 | Partilös       |
| Konsultativa statsråd  |  |                     |              |                   |                |
| Konsultativt statsråd  |  | Nils Quensel        | 19 juni 1936 | 28 september 1936 | Partilös       |
| Konsultativt statsråd  |  | Sture Centerwall    | 19 juni 1936 | 28 september 1936 | Partilös       |
| Konsultativt statsråd  |  | Tage Gynnerstedt    | 19 juni 1936 | 28 september 1936 | Bondeförbundet |